# Augustów (Landgemeinde)
Die gmina wiejska Augustów [aʊ̯ˈgustuf] ist eine selbständige Landgemeinde in Polen im Powiat Augustów in der Woiwodschaft Podlachien. Ihr Sitz befindet sich in der Stadt Augustów (litauisch Augustavas).

## Geographie

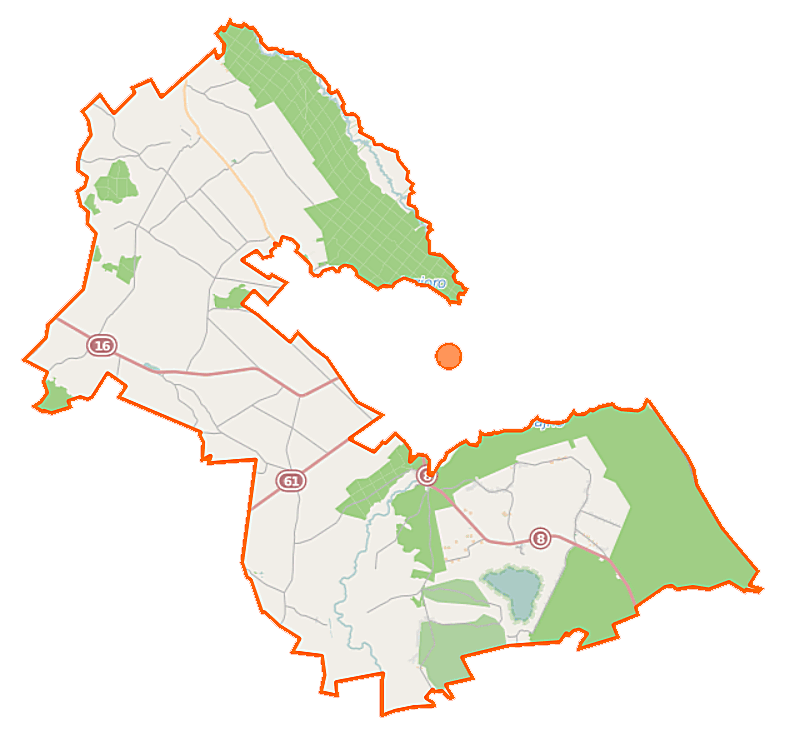
Karte der Landgemeinde

Die Landgemeinde umgibt die Stadt Augustów vollständig.

## Gemeindegliederung
Die Landgemeinde Augustów, zu der die Stadt Augustów selbst nicht gehört, hat eine Fläche von 266,52 km², auf der (Stand: 30. Juni 2016) 6834 Menschen leben.
Sie besteht aus 36 Schulzenämtern:
Białobrzegi
Biernatki
Bór
Chomontowo
Czarnucha
Gabowe Grądy
Gliniski
Grabowo-Kolonie
Grabowo-Wieś
Jabłońskie
Janówka
Jeziorki
Kolnica
Komaszówka
Mazurki
Mikołajówek
Netta I
Netta II
Netta-Folwark
Osowy Grąd
Ponizie
Posielanie
Promiski
Pruska Mała
Pruska Wielka
Rutki Nowe
Rutki Stare
Rzepiski
Świderek
Topiłówka
Turówka
Uścianki
Żarnowo I
Żarnowo II
Żarnowo III
Weitere Ortschaften der Gemeinde sind Czerkiesy, Góry, Naddawki, Obuchowizna, Stuczanka, Topiłówka (osada leśna), Twardy Róg und Zielone.